# Słomniki (gmina)
Słomniki – gmina miejsko-wiejska w województwie małopolskim, w powiecie krakowskim. W latach 1975–1998 gmina położona była w województwie krakowskim.
Siedziba gminy to miasto Słomniki.
Według danych z 30 czerwca 2004 gminę zamieszkiwało 13 589 osób.
Gmina Słomniki została laureatem Rankingu Samorządów „Rzeczpospolitej” 2007 w kategorii najlepsza gmina miejska/miejsko-wiejska.

## Miejscowości gminy Słomniki
W skład gminy Słomniki oprócz miasta Słomnik wchodzą również miejscowości:
Brończyce, Czechy, Janikowice, Januszowice, Kacice, Kępa, Lipna Wola, Miłocice, Muniakowice, Niedźwiedź, Orłów, Polanowice, Prandocin, Prandocin-Iły, Prandocin-Wysiołek, Ratajów, Smroków, Szczepanowice, Trątnowice, Waganowice, Wesoła, Wężerów, Zaborze, Zagaje Smrokowskie.

## Struktura powierzchni
Według danych z roku 2002 gmina Słomniki ma obszar 111,38 km², w tym:
- użytki rolne: 83%;
- użytki leśne: 10%.

Gmina stanowi 9,06% powierzchni powiatu.

## Demografia
Dane z 31 grudnia 2023:
| Opis                              | Ogółem | Ogółem | Kobiety | Kobiety | Mężczyźni | Mężczyźni |
| --------------------------------- | ------ | ------ | ------- | ------- | --------- | --------- |
| jednostka                         | osób   | %      | osób    | %       | osób      | %         |
| populacja                         | 13 714 | 100    | 6966    | 50,8    | 6748      | 49,2      |
| gęstość zaludnienia (mieszk./km²) | 122,8  | 122,8  | 63,1    | 63,1    | 59,6      | 59,6      |

Szósta pod względem liczby mieszkańców gmina, na 17 gmin powiatu krakowskiego.

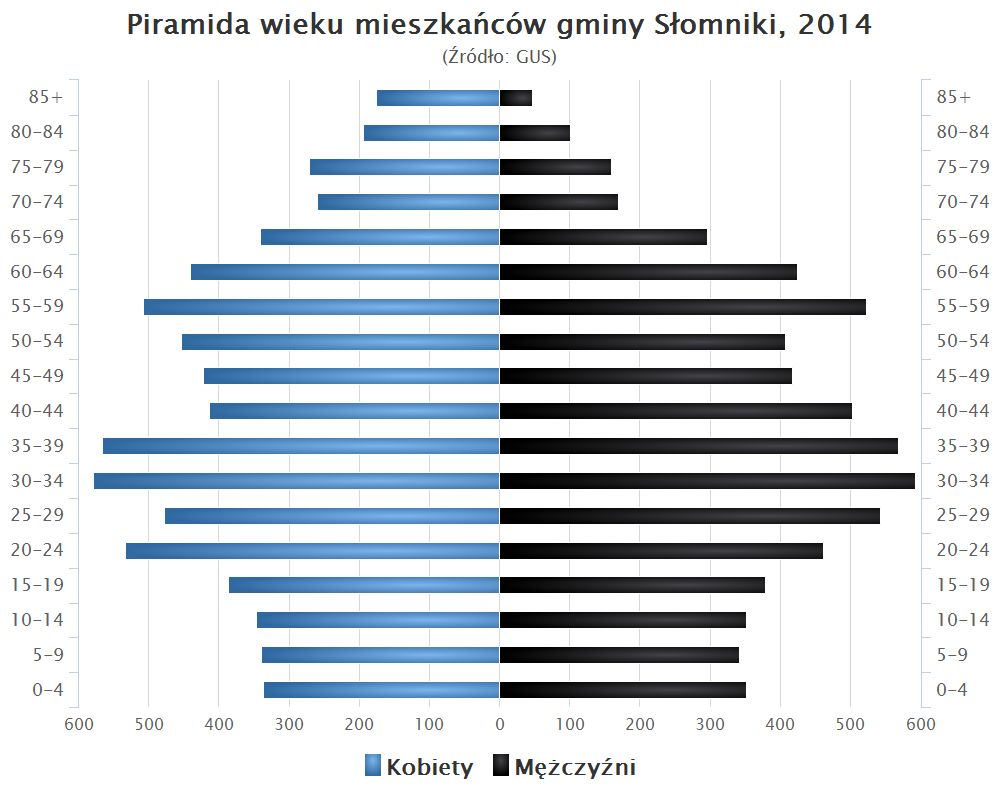
Piramida wieku mieszkańców gminy Słomniki w 2014 roku

## Sąsiednie gminy
Gołcza, Iwanowice, Kocmyrzów-Luborzyca, Koniusza, Miechów, Radziemice.

## Zabytki
Obiekty wpisane do rejestru zabytków nieruchomych województwa małopolskiego.
- Zespół dworski w Czechach;
- Kaplica w Kacicach;
- Zespół dworski w Kacicach;
- Zespół kościoła św. Wojciecha w Niedźwiedziu;
- Pałac Wodzickich w Niedźwiedziu;
- Zespół kościoła św. Jana Chrzciciela w Prandocinie;
- Kościół Bożego Ciała w Słomnikach.